# Mohamed Kaboré
Mohamed Kaboré (ur. 31 grudnia 1980 w Wagadugu) – burkiński piłkarz grający na pozycji bramkarza.

## Kariera klubowa
Karierę piłkarską Kaboré rozpoczął w klubie Racing Bobo-Dioulasso z miasta Bobo-Dioulasso. W 1997 roku zadebiutował w jego barwach w pierwszej lidze burkińskiej. W 1998 roku zdobył z nim Puchar Liderów Burkinie Faso. W 1999 roku przeszedł do ASFA Yennega Wagadugu. W latach 2000−2002 trzykrotnie z rzędu zdobył Puchar Liderów. W 2002 roku wywalczył też mistrzostwo kraju oraz Superpuchar Burkiny Faso.
W połowie 2002 roku Kaboré przeszedł do malijskiego klubu Stade Malien ze stolicy kraju Bamako. W 2003 roku został nim mistrzem Mali, a w 2004 roku wrócił do Burkina Faso i został piłkarzem Étoile Filante Wagadugu, z którym w 2006 roku zdobył krajowy puchar. W sezonie 2006/2007 był zawodnikiem ASEC Mimosas z Wybrzeża Kości Słoniowej, z którym sięgnął po Puchar Wybrzeża Kości Słoniowej. W 2008 roku wrócił do Étoile Filante i w tamtym roku wywalczył z nim dublet. W 2009 roku został wicemistrzem kraju
W latach 2009–2011 grał w Racingu Bobo-Dioulasso. W sezonie 2011/2012 grał w AS SONABEL, z którym został wicemistrzem Burkina Faso. W 2013 wrócił do ASFA Yennega i w tamtym roku wywalczył z nim dublet. W latach 2015–2016 grał w Rahimo FC.

## Kariera reprezentacyjna
W reprezentacji Burkiny Faso Kaboré zadebiutował w 2001 roku. W 2002 roku podczas Pucharu Narodów Afryki 2002 był podstawowym bramkarzem i rozegrał 3 mecze: z Republiką Południowej Afryki (0:0), z Marokiem (1:2) i z Ghaną (1:2). W 2004 roku został powołany do kadry na Puchar Narodów Afryki 2004 i wystąpił tam w jednym meczu, z Kenią (0:3). Od 2001 do 2007 roku wystąpił w kadrze narodowej 60 razy.